# Lingé
Lingé é uma comuna francesa na região administrativa do Centro, no departamento Indre. Estende-se por uma área de 32,88 km². Em 2010 a comuna tinha 225 habitantes (densidade: 6,8 hab./km²).